# Tapetum
Tapetum é um envoltório de células estéreis que ocorre nas plantas com flor, formada por células nutritivas, que se forma nas anteras. É a porção de células nutritivas do saco polínico. Elas nutrem tecidos que originarão as células-mãe do grão de pólen.